# Juan Carlos Prado Ángelo
Juan Carlos Prado Ángelo (* 6. März 2005 in Santa Cruz de la Sierra) ist ein bolivianischer Tennisspieler. Er erreichte 2023 die Spitze der Junioren-Weltrangliste.

## Karriere
Prado Ángelo war zwischen 2019 und 2023 auf der ITF Junior Tour sehr erfolgreich. Er gewann elf Einzel- und vier Doppeltitel, wobei sein größter Erfolg im Einzel der Sieg beim J300 Santa Cruz war. Bei den Grand-Slam-Turnieren erreichte er im Doppel der US Open 2022 das Finale und schloss das Jahr auf Rang 24 der Junioren-Weltrangliste ab. 2023 wurde sein erfolgreichstes Jahr, als er bei den French Open das Finale erreichte und dort Dino Prižmić unterlag. Damit wurde er der erste Bolivianer, der in einem Junioren-Finale eines Grand-Slam-Turniers stand. Im selben Jahr erreichte er das Halbfinale im Doppel von Wimbledon und wurde der erste Bolivianer, der die Spitze der Junioren-Weltrangliste erklomm.
Sein Profidebüt gab Prado Ángelo 2021. Bereits 2022 gewann er auf der ITF Future Tour seinen ersten Titel und schaffte den Sprung in die Top 800 der Weltrangliste. Mit zwei weiteren Titeln im Jahr 2023 verbesserte er sich um rund 100 Plätze. Ab 2024 fokussierte er sich vollständig auf die Profitour. Er gewann drei weitere Future-Titel, wodurch er sich für die Teilnahme an der ATP Challenger Tour qualifizierte. Dort erreichte er unter anderem in Florianópolis das Viertelfinale und besiegte mit Genaro Alberto Olivieri erstmals einen Spieler aus den Top 200. Insgesamt schloss er das Jahr mit einer Platzierung in den Top 300 ab.
Seit 2023 ist Prado Ángelo ein regelmäßiges Mitglied der bolivianischen Davis-Cup-Mannschaft. Er half dem Team beim Aufstieg in die Weltgruppe II und hat bisher eine Bilanz von 5:4.

## Erfolge
| Legende (Anzahl der Siege) |
| Grand Slam                 |
| ATP Finals                 |
| ATP Tour Masters 1000      |
| ATP Tour 500               |
| ATP Tour 250               |
| ATP Challenger Tour (3)    |

### Einzel

#### Turniersiege
| Nr. | Datum         | Turnier | Belag | Finalgegner   | Ergebnis |
| --- | ------------- | ------- | ----- | ------------- | -------- |
| 1.  | 28. Juni 2025 | Lima    | Sand  | Gonzalo Bueno | 6:2, 7:5 |

### Doppel

#### Turniersiege
| Nr. | Datum        | Turnier      | Belag     | Partner           | Finalgegner                      | Ergebnis  |
| --- | ------------ | ------------ | --------- | ----------------- | -------------------------------- | --------- |
| 1.  | 8. März 2025 | Hersonissos  | Hartplatz | Mark Whitehouse   | Dennis Novak Zsombor Piros       | 7:62, 6:2 |
| 2.  | 3. Mai 2025  | Porto Alegre | Sand      | Federico Zeballos | Lautaro Midón Gonzalo Villanueva | 7:5, 7:5  |